# Piblange
Piblange település Franciaországban, Moselle megyében. Lakosainak száma 965 fő (2022. január 1.). Piblange Burtoncourt, Gomelange, Hestroff, Mégange és Saint-Hubert községekkel határos.

## Népesség
A település népességének változása:
| Lakosok száma | 439  | 605  | 687  | 810  | 1019 | 1027 | 1011 | 974  | 973  | 965  |
|               | 1968 | 1982 | 1990 | 2006 | 2013 | 2015 | 2017 | 2019 | 2020 | 2022 |